# رینکون‌سور
رینکون‌سور (نام علمی: Rinconsaurus) نام یک گونه از کلاد نوخزنده‌پایان است.